# Неєвен
Неєвен (нід. Nijeveen) — село в нідерландській провінції Дренте. Входить до муніципалітету Меппель.
Його площа становить 24,91 км², а населення станом на 2021 рік складало 3 960 осіб.
Перша згадка про населений пункт датується 1310 роком.
До 1998 року мало статус окремого муніципалітету.

## Галерея

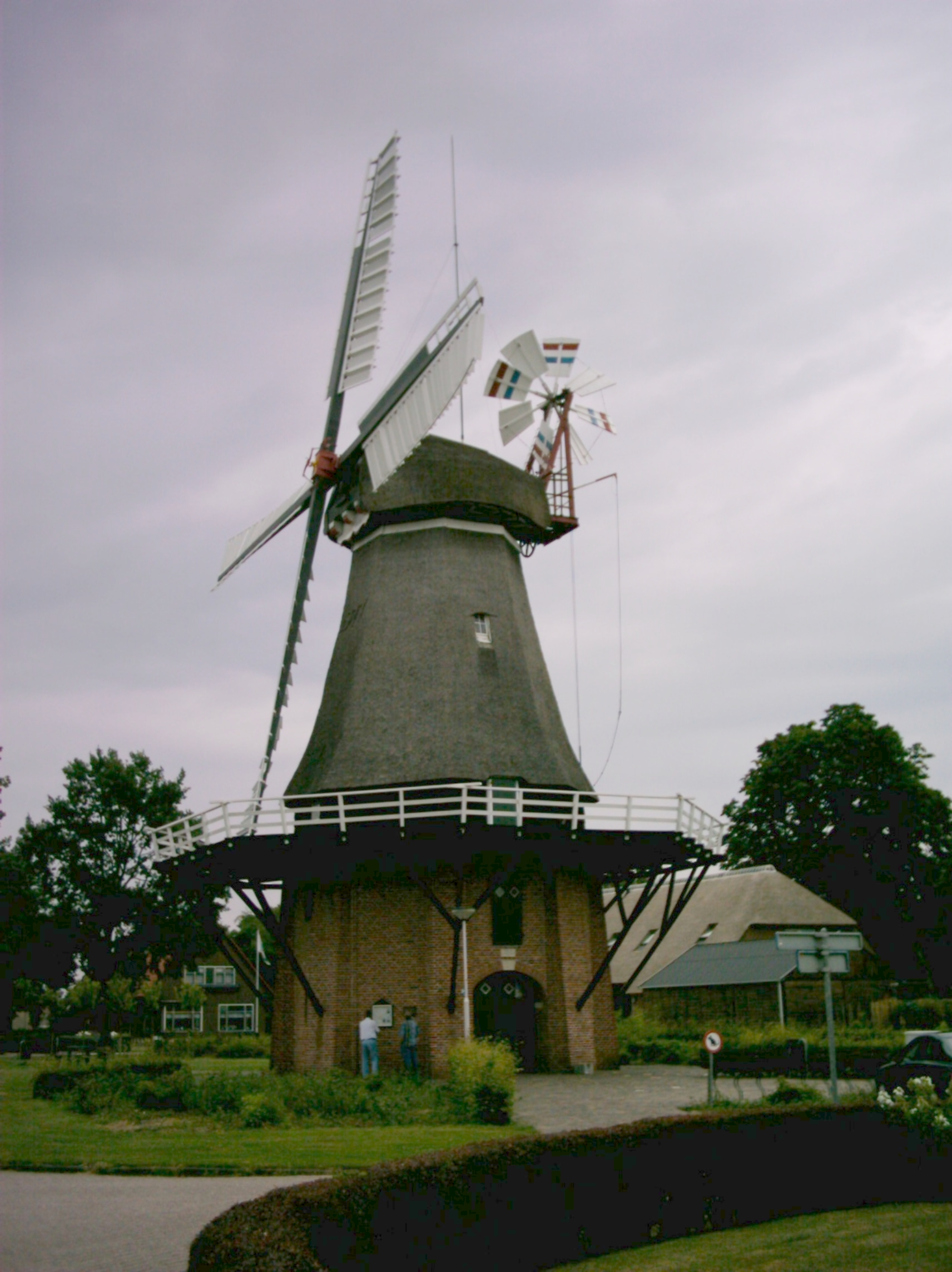
Вітряк De Sterrenberg у Неєвені
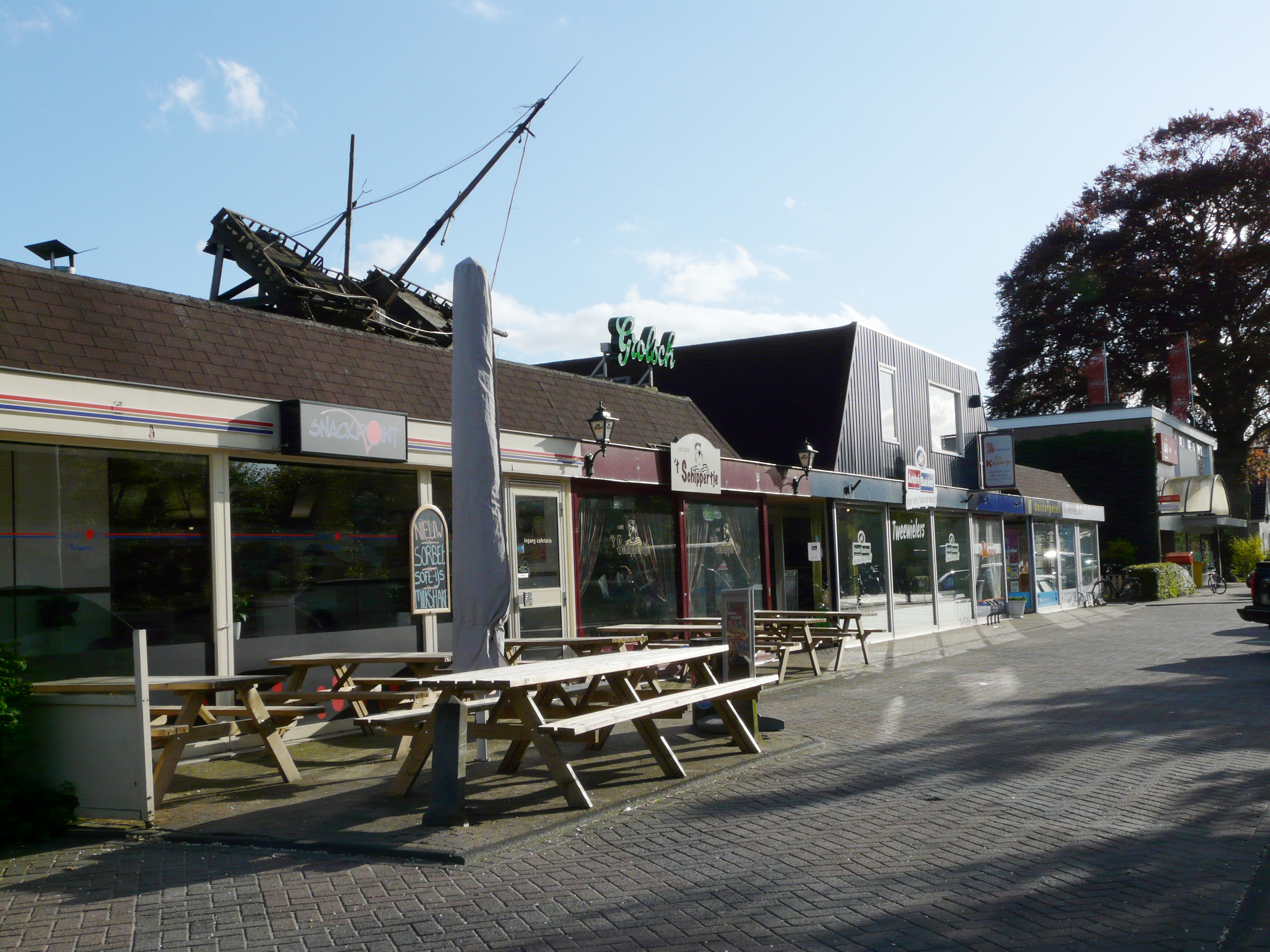
Сільська вулиця
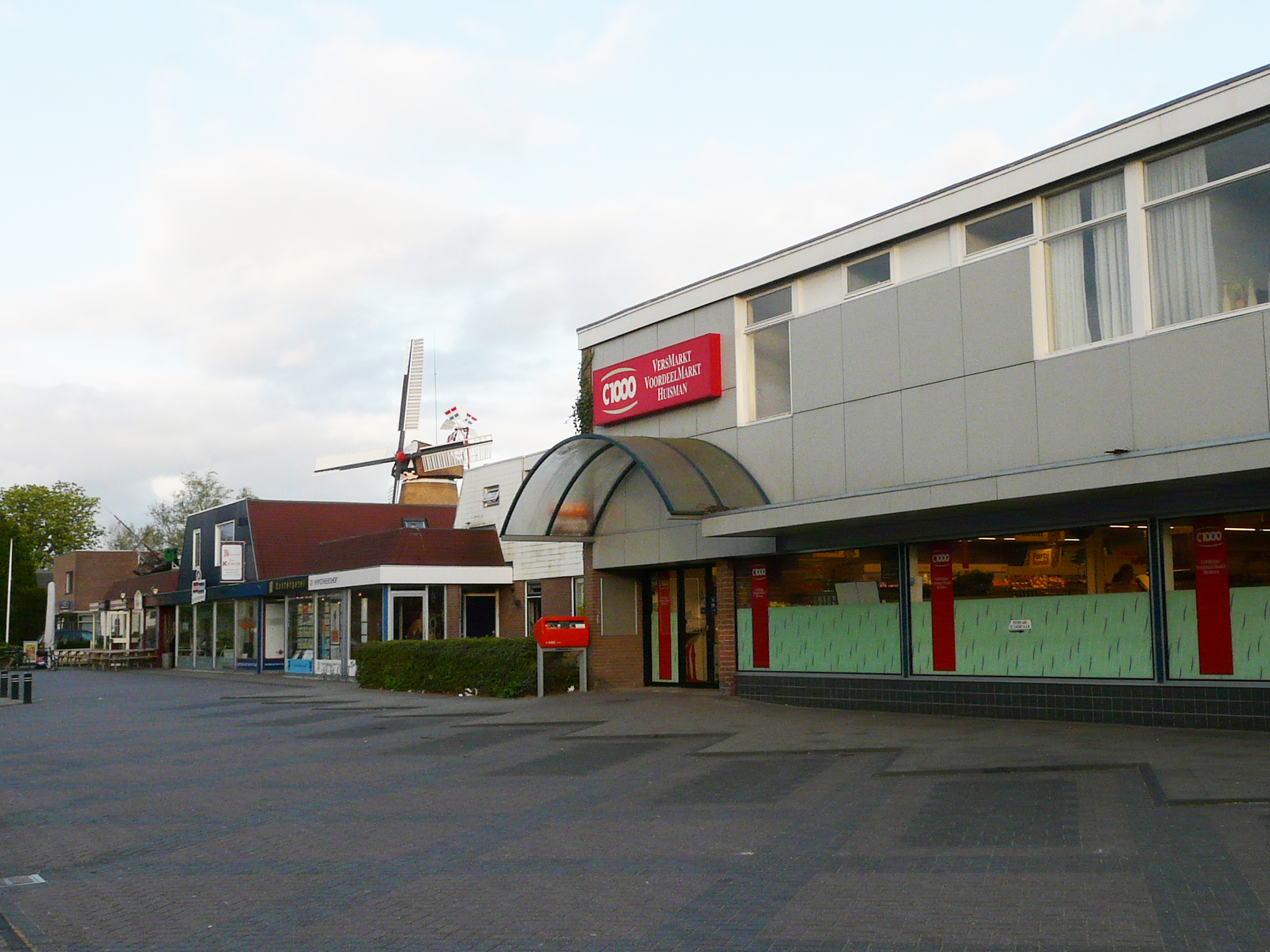
Центр Неєвена
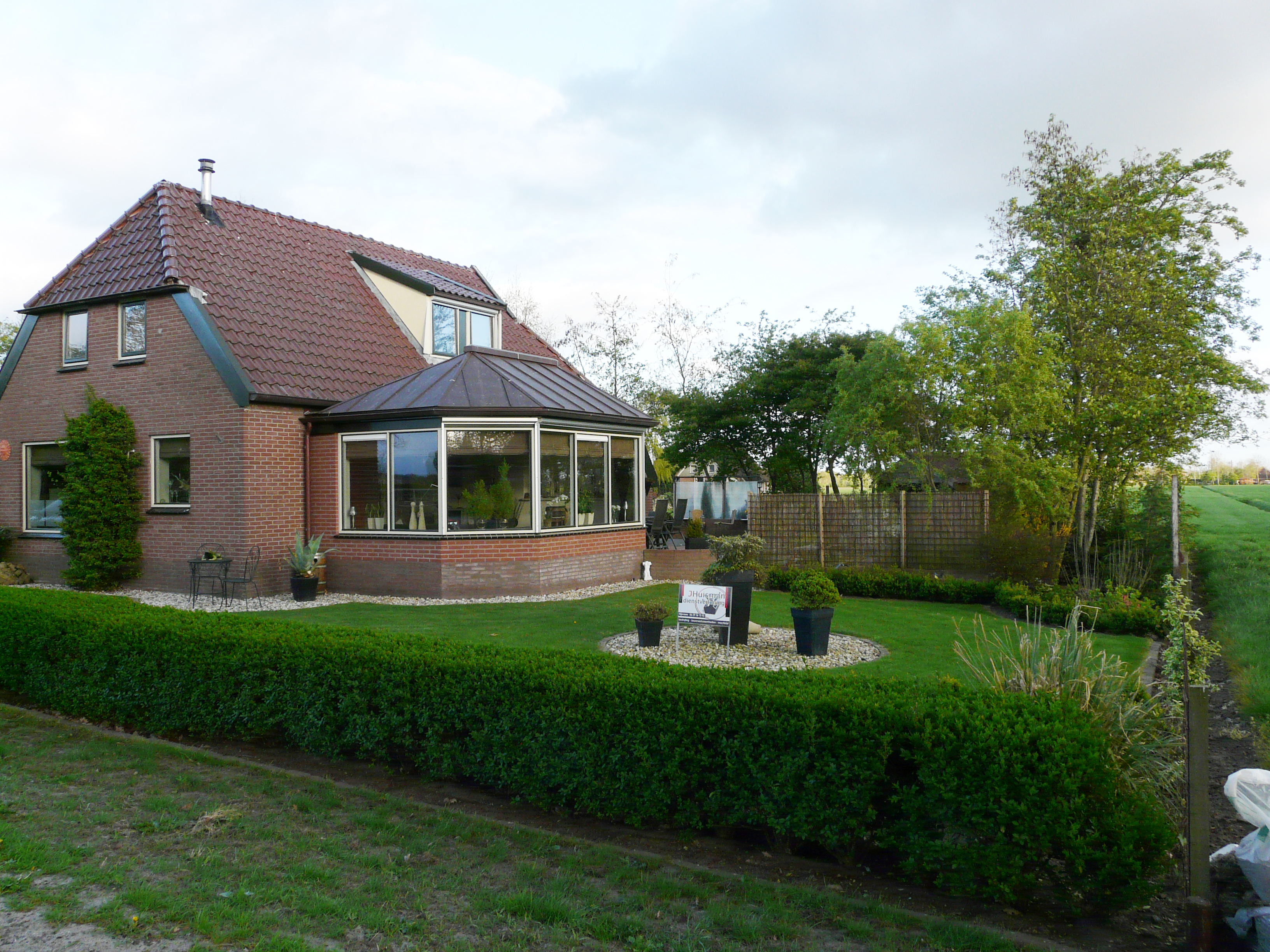
Будинок у селі